# 三貂角燈塔
三貂角燈塔，位於臺灣新北市貢寮區三貂角岬角處、地址為：22841新北市貢寮區福連村馬崗街38號。為典型頂層外有環繞陽台之燈塔造型，臺灣最東邊之燈塔。燈塔旁設有交通部民用航空局飛航服務總臺三貂角雷達臺。

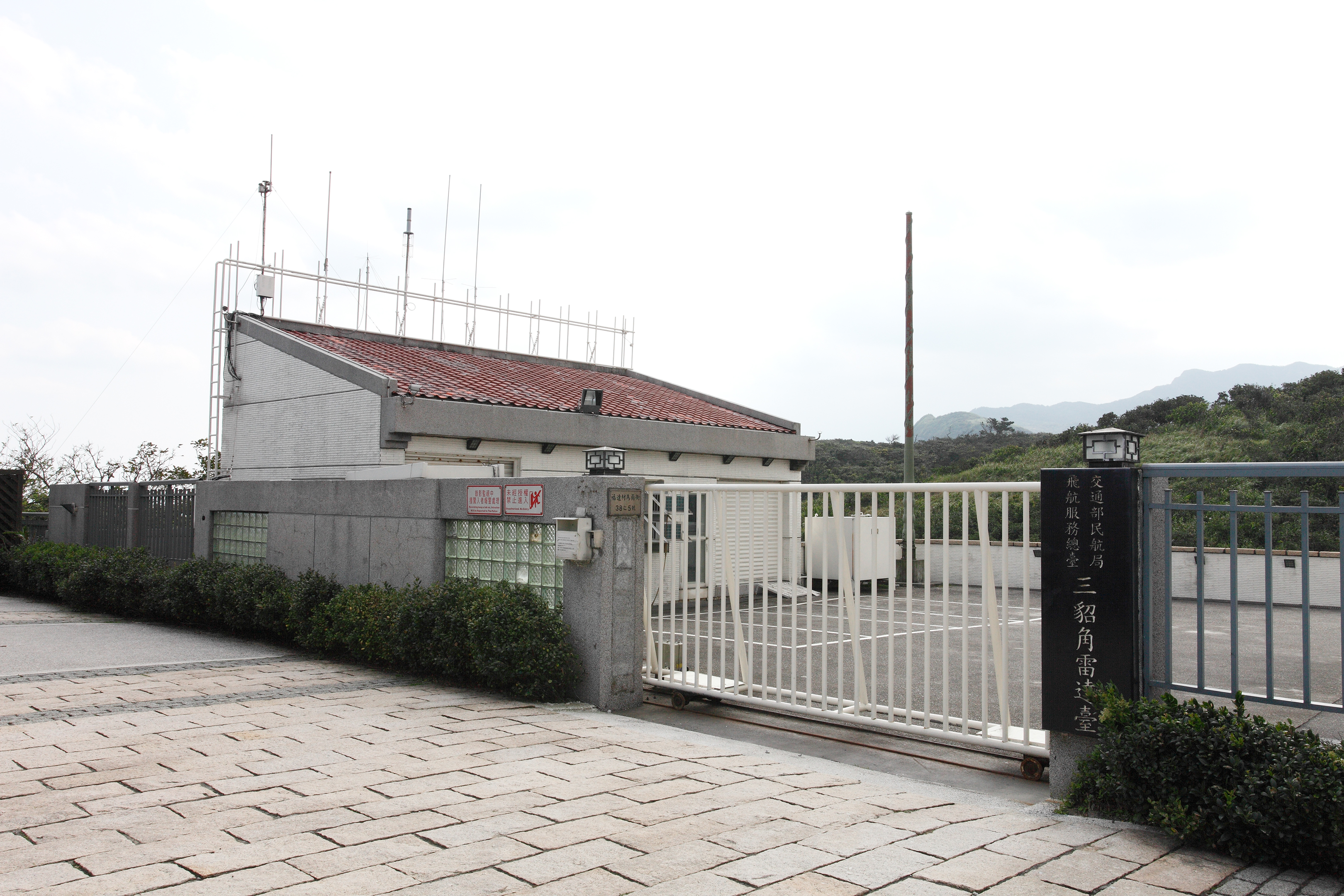
交通部民用航空局飛航服務總臺三貂角雷達臺

## 歷史
公元1935年（昭和10年）燈塔完工。最早燈器為三等煤油白熱燈，1942年改裝為三等旋轉透鏡電燈。西元1929年及1931年，日本船舶撫順丸（Bujun Maru）及華南丸（Kwanan Maru），先後於三貂角附近海域遭遇海難沉沒，台灣總督府因此於此地籌建此燈塔。二戰時遭盟軍戰機炸射毀損，1946年修復運作。

### 三貂角教堂
三貂角教堂、原是三貂角燈塔之燈塔燃油的堆放倉庫，位於燈塔旁。由於燈塔已不燒煤油了，2010年始，東北角暨宜蘭海岸國家風景區管理處將閒置多時的倉庫以教堂型的圓拱、加以彩繪玻璃，打造成類似歐式教堂風格的建築，別名「三貂角教堂」，吸引大多數的婚紗攝影業者造訪；目前內部尚未開放，外部可供遊客取景拍照。

## 燈塔結構諸元
- 塔高：16.5公尺。
- 塔身塗色・構造：混凝土圓塔、外觀漆白，頂層外有環繞陽台。
- 燈高：100.6公尺以高潮面至燈火中心計。
- 燈器：3等旋轉透鏡電燈。
- 燈質（頻率）：每28秒旋轉1週（連閃白、紅光2次）
- 光力：白光650,000支燭光、紅光110,000支燭光。
- 公稱光程：白光24.5浬、紅光20浬。[3]
- 明弧：紅光011度-021度，白光-011度。

### 燈塔行政諸元
- 管轄機關：燈塔原為中華民國財政部關務署管理，2013年1月1日轉交交通部航港局管轄。
- 人員編制：有看守人。
- 開放參觀與否：可（1992年1月起），免費參觀。上午九時至下午六時（夏令時間4月1日至10月31日），上午九時至下午五時（冬令時間11月1日至3月31日），每逢星期一內部整理不開放，但遇國定假日或連續假期則調整為收假次日不開放。［如2024年1月1日適逢週一，但元旦是國定假日，故2024年1月1日(週一)仍開放參觀；2024年1月2日為收假次日，則2024年1月2日(週二)調整為不開放參觀。］
- 展覽室：位於燈塔主體下。展示臺灣燈塔的史料、珍貴圖片與分布圖，及郵局發行的燈塔郵票及航港局的主要業務。並陳列不同的燈具零件及模型。
- 電話：02-24991300。

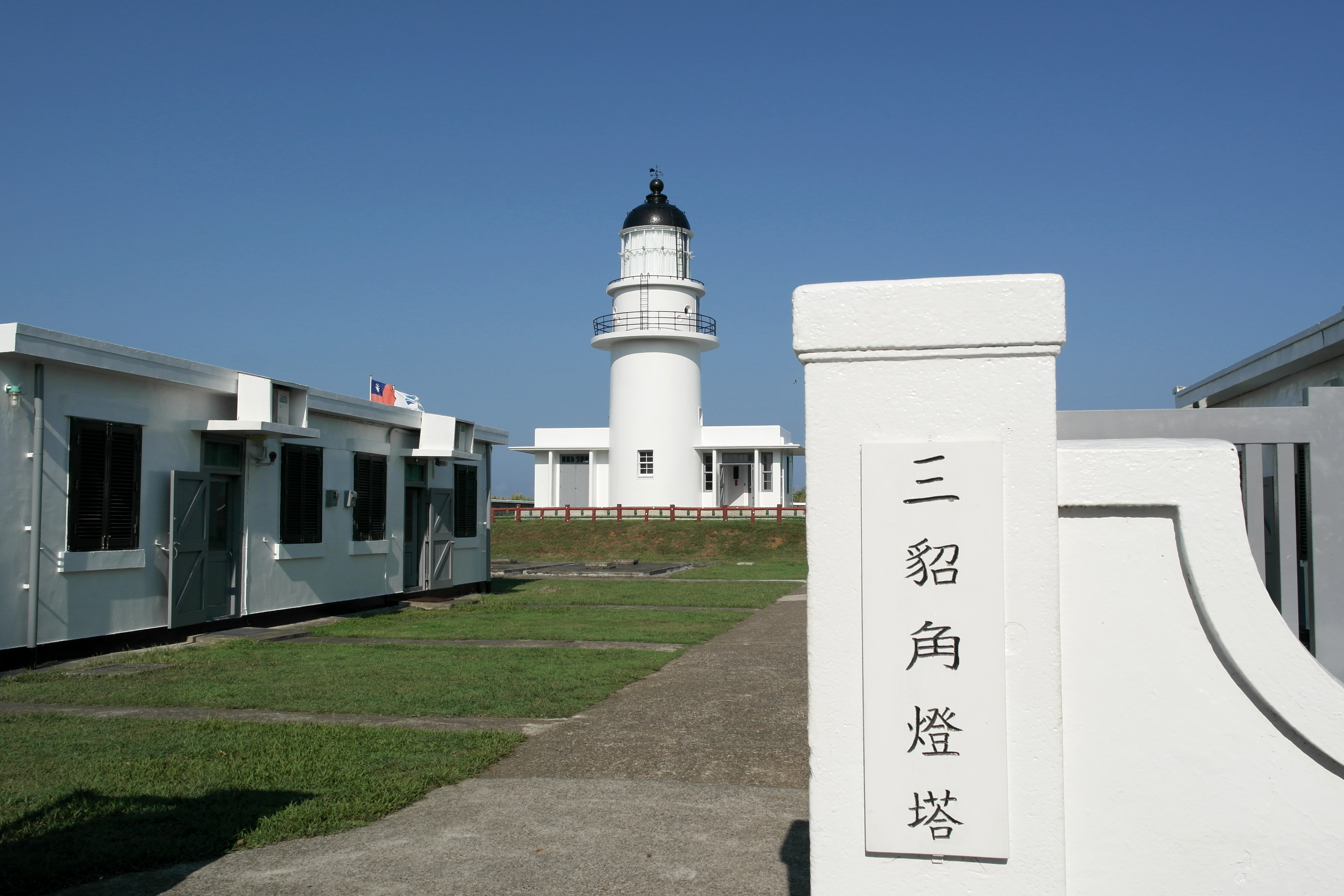
三貂角燈塔正門
三貂角燈塔
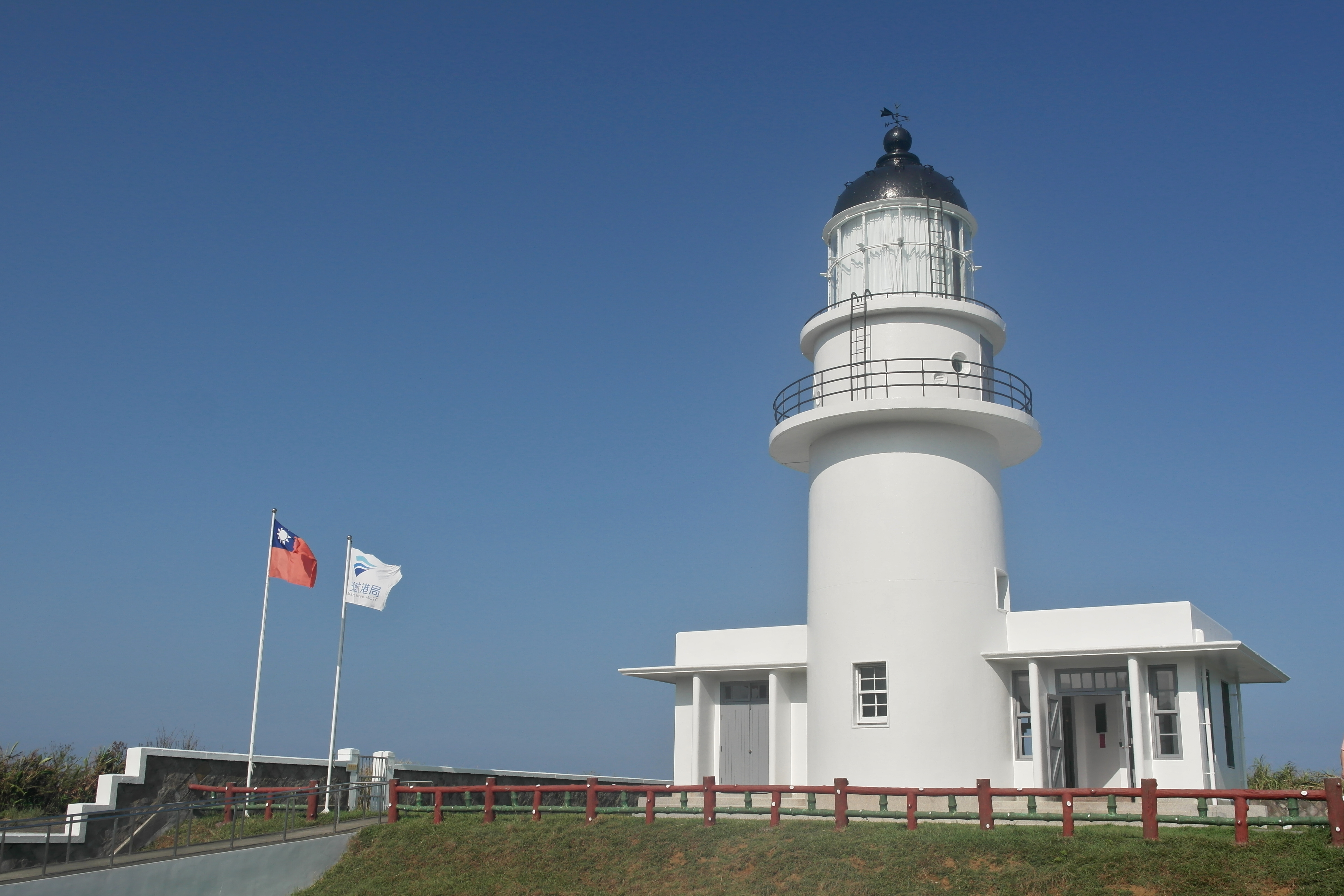
三貂角燈塔
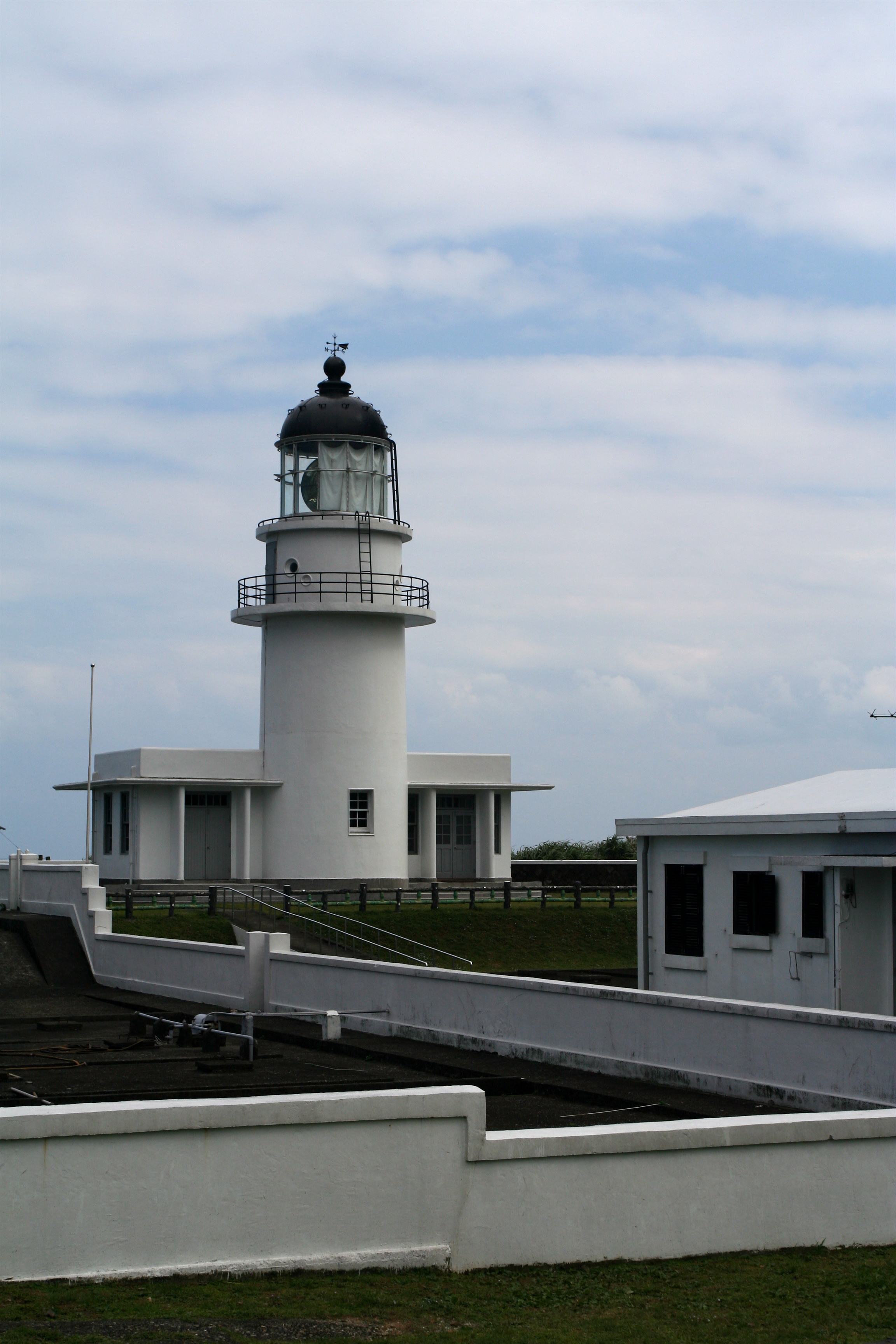
三貂角燈塔
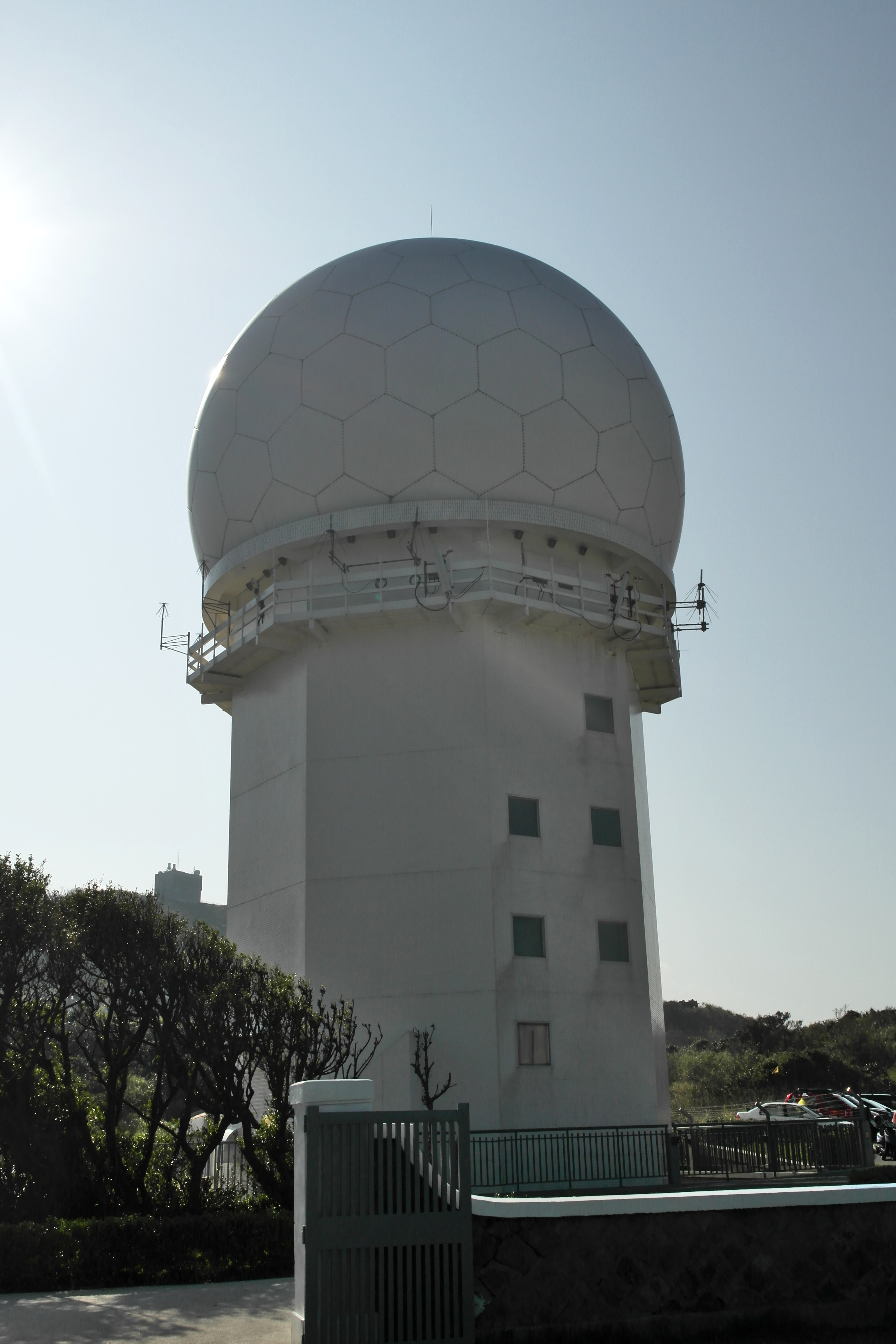
三貂角雷達站

## 交通路線
客運路線：
1. 於瑞芳搭乘台灣好行黃金福隆線(新北市區公車856)在馬崗(三貂角燈塔)下車。
2. 於礁溪轉運站搭乘台灣好行宜蘭東北角海岸線(宜蘭市區公車綠19)在馬崗(三貂角燈塔)下車。
3. 於宜蘭轉運站搭乘公路客運1740在馬崗站下車

自行開車：
1. 台北 → 重慶北路交流道 → ２乙省道（大度路）→ 淡水 → ２號省道。
2. 中山高速公路 → 八堵交流道 → ２號省道 。
3. 三重 → 五股交流道 → 關渡大橋 → 竹圍 → 登輝大道 → ２號省道。
4. 台北 → 陽明山國家公園 → 陽金公路（２甲省道）→ 金山 →２號省道。

自行車路線：
1. 由福隆車站前租自行車沿濱海2號省道前往，約40分鐘可抵達。

## 關連項目
- 台灣燈塔列表
- 美國燈塔列表（Lighthouses in the United States）
- 世界燈塔列表（List of lighthouses and lightvessels）
- 日本燈塔50選
- 萊萊山
- 隆隆山
- 隆林山
- 卯里山（荖蘭山）

## 外部連結
- 三貂角燈塔（页面存档备份，存于）
- 交通部航港局-三貂角燈塔（页面存档备份，存于）
- 【台灣，你好！】沙發環島空拍鷹眼系列 - 2015/7/24 台北貢寮三貂角燈塔 卷一（页面存档备份，存于）